# Павіно (Новосибірська область)
Павіно (рос. Павино) — селище у Новосибірському районі Новосибірської області Російської Федерації.
Входить до складу муніципального утворення Криводановська сільрада. Населення становить 0 осіб (2010).

## Історія
Згідно із законом від 2 червня 2004 року органом місцевого самоврядування є Криводановська сільрада.

## Населення
| 1926 | 2002 | 2007 | 2010 |
| ---- | ---- | ---- | ---- |
| 1170 | ↘112 | ↘63  | ↘0   |